# Rangely
Rangely is een plaats (town) in de Amerikaanse staat Colorado, en valt bestuurlijk gezien onder Rio Blanco County.

## Demografie
Bij de volkstelling in 2000 werd het aantal inwoners vastgesteld op 2096.
In 2006 is het aantal inwoners door het United States Census Bureau geschat op 2090, een daling van 6 (-0,3%).

## Geografie
Volgens het United States Census Bureau beslaat de plaats een oppervlakte van
10,5 km², geheel bestaande uit land. Rangely ligt op ongeveer 1595 m boven zeeniveau.

## Plaatsen in de nabije omgeving
De onderstaande figuur toont nabijgelegen plaatsen in een straal van 80 km rond Rangely.